# Golan Haji
(Golan Haji, Tiratori sportivi, 2013)
Golan Haji (in arabo الجولان حاجي‎?; Amouda, 1977) è un poeta e scrittore siriano.
Poeta siriano in esilio a Parigi, Golan Haji è curdo ma scrive in arabo. Appartiene a una minoranza di più di due milioni di persone cui il regime ha negato il diritto alla propria lingua e alla propria cultura. Ma Golan Haji ama l'idioma parlato della maggioranza dei siriani, perché per lui scrivere è sempre anche un po' tradurre: avvicinarsi alle cose migrando di lingua in lingua senza perdersi nelle parole.
Ha studiato medicina (patologo di formazione) all'università di Damasco, ma ha una produzione letteraria importante che include numerose raccolte di poesia: Na'ada fi azzolemat (Chiamò nelle tenebre, 2004), Thammata man yaraka wahshen (C'è qualcuno che ha visto in te un mostro, 2008), Bayti al-bared al-ba'id (La mia casa è fredda e lontana, Dar-al Jamal, Beirut 2012). In patria è traduttore di classici inglesi in arabo, tra cui Lo strano caso del dottor Jekyll e del signor Hyde. Collabora con la stampa culturale libanese.

## Opere
- Nādà fī'l-ẓulumāt (Chiamò nelle tenebre), Wizārat al-Thaqāfah, Damasco, 2004.
- Thammata man yarāka wahshan (C'è qualcuno che ti vede come un mostro), al-Amānah al-‘ mmah li-Iḥtifāliyyat Dimashq ‘ ṣimat al-Thaqāfah al-‘Arabiyyah, Damasco, 2008.
- De utro, traduzione di Jesper Berg, Forlaget Korridor, Copenaghen, 2011.
- En Anden Strube, con Kristina Stoltz, Forlaget Korridor, Copenaghen, 2011.
- Baytī al-bārid al-baʿīd (La mia casa fredda e lontana), Dār al-Ğamal, Beirut, 2012.
- L'autunno, qui, è magico e immenso, traduzione dall'arabo di Patrizia Zanelli, collana Altriarabi (n. 10), il Sirente, Fagnano Alto, 2013,  p. 94, ISBN 978-88-87847-41-3.